# Žabice podivná
Žabice podivná (Pseudis paradoxa), nebo také rosnička podivná, je žába z čeledi rosničkovitých, která se vyskytuje v Jižní Americe pouze ve sladké vodě. Je známá tím, že její pulci jsou o hodně delší než dospělá žába.
Dospělé žáby dorůstají 4 až 7 cm, zato pulci mohou být až 22 cm dlouzí. To je jeden z největších rozdílů mezi velikostí pulce a dospělé žáby, kdy je dospělec 4× kratší než pulec. Záda jsou zelenohnědá, na bocích je zelená a nohy s blánami mezi prsty mají hnědou barvu a břicho je žluto bílé. Tělo je zavalité s krátkou hlavou. Kůže je hladká.
Aktivní je ve dne i v noci. Živí se hmyzem a malými žábami. Páření je spojeno s obdobím dešťů, kdy samec hlasitě volá samičku. Po páření naklade samička vajíčka obalená pěnou mezi vodní rostliny. Pulci se líhnou brzy po nakladení a rychle rostou.
Žabice podivná se vyskytuje v celé Jižní Americe na východ od And, na sever od Argentiny. Obývá bažiny a rybníky s plovoucí vegetací.